# Declivi de les poblacions d'amfibis

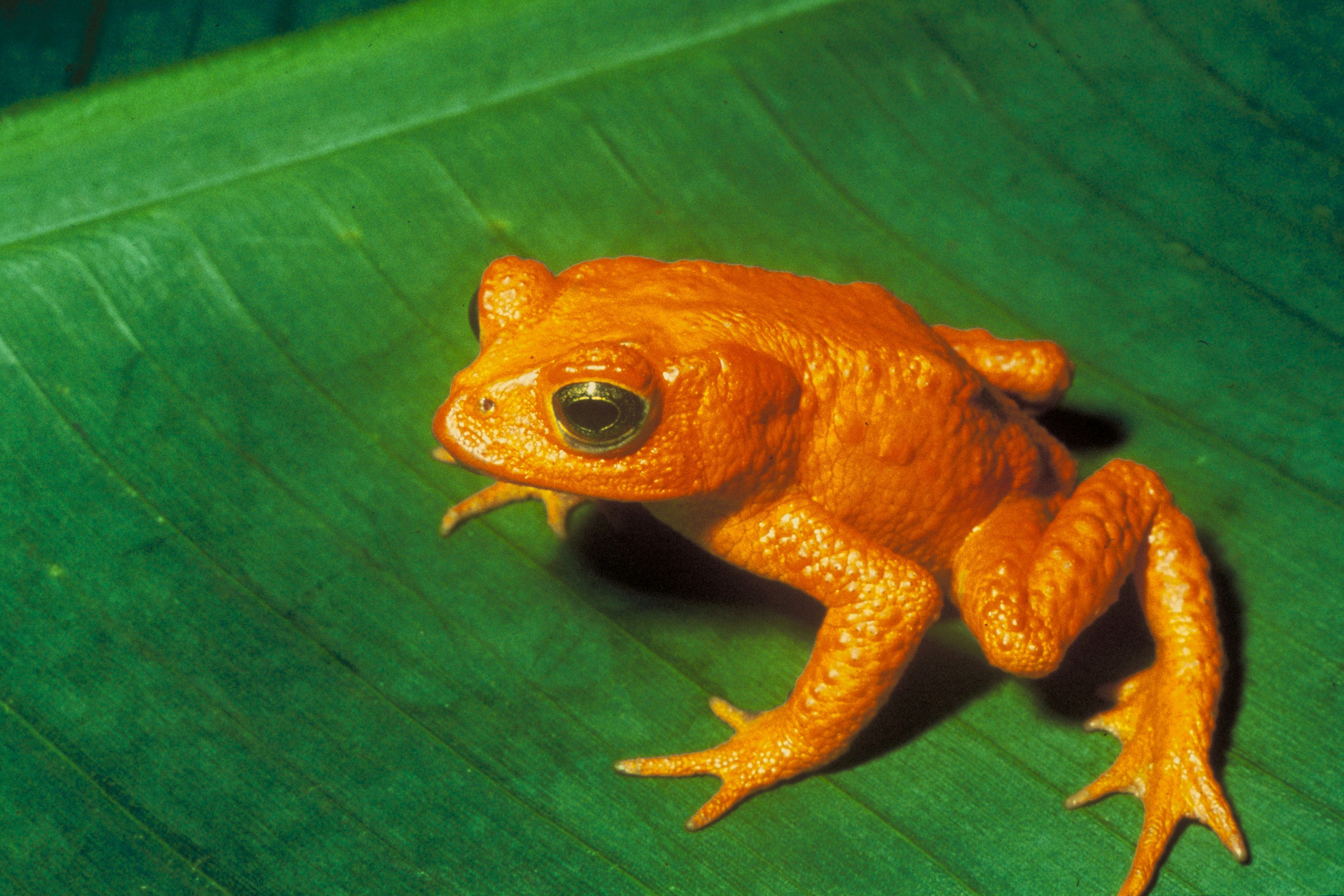
El gripau daurat, de Costa Rica, fou una de les primeres víctimes del declivi dels amfibis. Antigament abundant, no se n'ha vist cap des del 1989.

A la dècada del 1980 es començà a observar un declivi de les poblacions d'amfibis arreu del món que es manifesta en forma de col·lapses de les poblacions i extincions locals. Aquest fenomen és una de les amenaces més greus que afecten la biodiversitat global. Entre les seves possibles causes hi ha la destrucció i pertorbació dels hàbitats, les malalties, l'explotació humana, la contaminació, l'ús de pesticides, les espècies introduïdes i la radiació ultraviolada. Tanmateix, encara planen molts interrogants sobre la relació entre aquests factors i el declivi de les poblacions d'amfibis.
Segons un estudi publicat el 2015, la taxa d'extinció actual dels amfibis supera la seva taxa d'extinció natural per quatre ordres de magnitud, mentre que gairebé un 7% de les espècies vivents podrien desaparèixer en el decurs del segle vinent. Aquesta situació contrasta amb el període entre el 1600 i el tercer quart del segle xx, quan els amfibis estaven en millor condició que qualsevol altre grup de vertebrats.
Els científics ja detectaren retrocessos en les poblacions de diverses espècies europees d'amfibis a la dècada del 1950, però no fou fins a la dècada del 1980 que advertiren la dimensió global del problema i el reconegueren com una extinció massiva.

## Antecedents
Els amfibis són un grup d'organismes vertebrats amb aproximadament 6.000 espècies conegudes, i inclouen les granotes, gripaus, salamandres o tritons, així com els àpodes o cecílies. El grup existeix des de fa més de 300 milions d'anys, i només entre els anys 1970 i 2000 es creu que s'han extingit al voltant de 168 espècies, i que com a mínim 2.469 (el 43%) espècies presenten un declivi en la seva població, indicant que probablement el nombre d'espècies amenaçades continua augmentant.
Una convenció internacional de biòlegs celebrada l'any 2004 indicà que el 32% de les poblacions d'amfibis de tot el món estan en perill d'extinció (és a dir, 1.856 espècies), i que ja s'han extingit més de 120 espècies des de l'any 1980.
Els declivis han estat particularment intensos a l'oest dels Estats Units, Centre-Amèrica, Sud-amèrica i l'est d'Austràlia. El 2006, 16 de les 45 espècies d'amfibis del Canadà (un 36%) tingueren un declivi tal que actualment se les considera en perill d'extinció, amenaçades o preocupants. Tanmateix, hi ha hagut casos d'extincions massives d'amfibis arreu del món. Així doncs, la Unió Internacional per a la Conservació de la Natura (UICN) estimava al setembre del 2006 que un quart dels amfibis de la zona mediterrània es trobaven en perill d'extinció. Mentre que les activitats humanes estan causant grans pèrdues a la biodiversitat a nivell global, sembla que els amfibis estan patint un efecte molt superior a l'observat en altres tipus d'organismes.

Tenint en compte que els amfibis tenen generalment un cicle vital de dues fases, una aquàtica (larvària) i una terrestre (adulta), són sensibles a efectes ambientals terrestres i aquàtics. Com que la seva pell és altament permeable, poden ser més sensibles a les toxines del medi ambient que altres organismes com els ocells o els mamífers. Molts científics creuen que els amfibis fan la funció de "canaris en una mina de carbó" i que el declivi en les poblacions d'amfibis i les seves espècies és un clar indicador que altres grups d'animals i plantes aviat es trobaran en perill.
Els declivis en les poblacions d'amfibs foren àmpliament reconeguts per primer cop a finals del 1980, quan una assemblea d'herpetòlegs informà que havien detectat descensos en les poblacions arreu del globus. Entre les espècies en declivi, hi havia Bufo periglenes de Monteverde (Costa Rica), una espècie considerada prominent. Bufo periglenes fou objecte d'investigació científica fins que, de sobte, la seva població caigué en picat el 1987 i desaparegué completament el 1989. Altres espècies de Monteverde, incloent-hi una granota de Monteverde, Atelopus varius, també desaparegueren al mateix temps. A causa del fet que aquestes espècies habitaven en una reserva natural, i que la seva extinció no podia estar relacionada amb les activitats humanes de la zona, això generà una especial preocupació entre els científics.

## Fluctuacions naturals o declivi problemàtic
Entre principis de la dècada del 1950 i finals de la del 1980, diversos investigadors observaren un declivi en les poblacions d'amfibis. Segons ells, es tractava d'una prova que s'estaven degradant els medis naturals. Molts científics es mostraren incrèduls davant de la realitat i la gravetat que presenta la problemàtica de conservació d'aquestes espècies. Alguns biòlegs argumentaren que les poblacions de gran part dels organismes, incloent-hi els amfibis, varien de manera natural. Argumentaven que la falta d'informació a llarg termini sobre les poblacions dels amfibis feia difícil determinar si els declivis observats pels biòlegs valien els recursos i esforços del programa de conservació.
Per fer-ho, es milloraren els sistemes de seguiment de les poblacions, dedicant un nombre creixent d'estudiants als projectes d'observació directa de la mortalitat dels amfibis, per tal de determinar el nombre i les causes de les morts. Finalment, a finals de la dècada del 1990, la comunitat científica reconegué àmpliament aquest declivi en les poblacions d'amfibis a nivell mundial i la greu amenaça que representa això per la biodiversitat.
Els amfibis tenen un paper determinant a l'hora de mantenir l'equilibri dels ecosistemes. Poden ser tant les preses com els depredadors de moltes altres espècies. Els ous i els capgrossos són una rica font d'aliment pels ocells i els peixos. Al seu torn, els amfibis consumeixen una enorme quantitat d'insectes, i a vegades fins i tot rosegadors. Poden formar una part important de la biomassa dels vertebrats en determinades regions, superant la biomassa combinada dels ocells i els mamífers. Malgrat la seva mida menuda, els amfibis tenen un paper capital als ecosistemes. Quan desapareix una espècie d'amfibi, això pot provocar la desaparició en cadena de diverses altres espècies, començant per les espècies comensals com ara el musclo del nectur, el desenvolupament larvari del qual depèn del seu hoste, el gosset del fang.

## Causes potencials del declivi
Existeixen moltes hipòtesis sobre aquest declivi dels amfibis, separades generalment en dos grups principals basats en la investigació de Collins i Storfer:
El primer grup inclou factors generals de la crisi de biodiversitat: destrucció, modificació i fragmentació de l'hàbitat, espècies introduïdes i sobreexplotació. Per aquestes amenaces, es disposa d'una millor comprensió dels declivis d'amfibis subjacents dels mecanismes ecològics. Tanmateix, les poblacions d'amfibis han sofert declivis en ambients naturals remots sense pertorbacions aparents. El segon grup de factors, més complexos, que potencialment estan relacionats amb el declivi, són: el canvi climàtic, un augment de les radiacions UV-B, contaminants químics, malalties infeccioses emergents, i deformitats o malformacions. Els mecanismes subjacents a aquests factors són complexos i poden fer sentir els seus efectes en combinació amb els del primer grup, com ara la destrucció de l'hàbitat i les espècies introduïdes, exacerbant els descensos.
Els investigadors estan descobrint que no hi ha una única causa que expliqui el declivi global, sinó que tots els factors mencionats estan amenaçant poblacions d'amfibis en major o menor mesura. Moltes de les causes del declivi dels amfibis estan ben compreses i explicades, i semblen afectar altres grups d'organismes a més dels amfibis.

### Destrucció i fragmentació de l'hàbitat

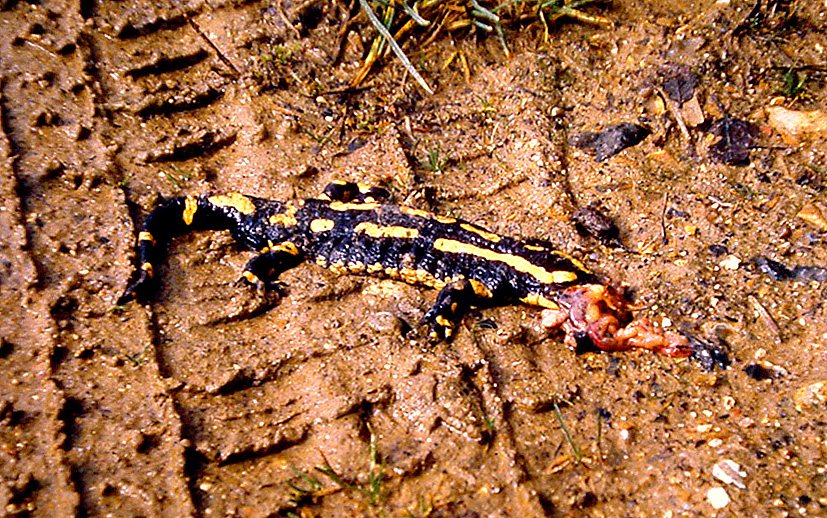
Les salamandres es protegeixen dels seus depredadors amb una mucositat tòxics i colors llampants, que no els serveixen de res davant dels vehicles.

A escala planetaria, la modificació o destrucció dels seus hàbitats naturals és el factor que més afecta les poblacions d'amfibis. Com que en general els amfibis necessiten tant hàbitats terrestres com aquàtics per sobreviure, una amenaça sobre només un d'aquests dos hàbitats pot tenit greus conseqüències sobre les seves poblacions. Així doncs, els amfibis són més vulnerables a la modificació dels medis naturals que els organismes que només necessiten un tipus d'hàbitat.
La fragmentació de l'hàbitat natural té lloc quan diferents zones aptes per la vida dels amfibis queden aïllades l'una de l'altra a causa de modificacions de tipus físic, com per exemple quan una zona boscosa és envoltada per tot arreu per zones de cultius agrícoles. Les petites poblacions que sobreviuen en aquests fragments que queden corren sovint un gran risc d'endogàmia, deriva genètica o fins i tot extinció a causa de petites fluctuacions del medi.
A la majoria de països europeus, la desaparició de les zones humides concerneix superfícies molt importants. Així doncs, a Suïssa aquests medis s'han reduït gairebé en un 90% en els últims 150 anys, i en un 100% en alguns sectors. Entre el 1953 i el 1959, gairebé el 66% dels hàbitats de reproducció del tritó alpí, el tritó puntejat, el gripau comú, la reineta arbòria, la granota verda i la granota roja foren destruïts a la part superior de la vall del Rin a causa d'aterraments i construccions de carreteres.
Des de la dècada del 1950, molts amfibis de la regió mediterrània estan esdevenint molt rars a causa de la destrucció del seu hàbitat.
La destrucció de les zones humides és la causa principal del fet que la granota roja esdevingui més i més rara (extinta fins a un 99% en determinats sectors) i del gripau comú durant la dècada del 1950 i del 1960 a Gran Bretanya.
Com que algunes espècies no viuen a la seva zona de reproducció, es veuen obligades a migrar per arribar a les zones humides. Els exemplars reproductors s'exposen durant la migració a un trajecte per zones on la seva seguretat no està garantida, com ara quan han de creuar carreteres. Quan els llocs de posta d'ous ja no estan disponibles, a vegades pot haver-n'hi prou amb un muret perquè desaparegui la població.
Les vocalitzacions són essencials per la reproducció de nombrosos amfibis. Un augment del soroll de fons provocat per les activitats humanes podria ser també la causa d'una baixada de la fertilitat que, a llarg termini, provoca un declivi. Un estudi a Tailàndia demostrà que, sotmeses als sorolls de les activitats humanes, les crides dels amfibis es reduïen en algunes espècies i augmentaven en altres. Tanmateix, no s'ha demostrat cap relació entre el soroll i el declivi.

### Espècies introduïdes

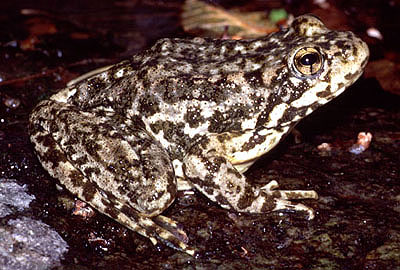
Rana muscosa, actualment en perill crític segons la Llista Vermella de la Unió Internacional per a la Conservació de la Natura (UICN); la seva espècie es troba amenaçada per les espècies introduïdes de truites als llacs que formen el seu hàbitat.

Els depredadors i competidors no nadius estan afectant la viabilitat de les granotes i altres amfibis als seus hàbitats naturals. S'ha detectat un declivi en la població de Rana muscosa, que típicament habita als llacs de Sierra Nevada als Estats Units, a causa de l'augment de peixos no nadius (truites) criats o sembrats per la pesca recreativa. Grans quantitats de granotes en creixement i capgrossos moren presa d'aquests peixos. Aquesta interfèrencia en el cicle trianual de metamorfosi de les granotes està causant un declivi de la població que esdevé evident a través del seu ecosistema. Aquest fenomen no és un cas aïllat; la introducció del peix sol a Nord-amèrica ha contribuït a reduir les poblacions de Rana aurora i Pseudacris regilla.
La introducció de Gambusia per lluitar contra els mosquits i de la truita arc de Sant Martí i la truita de riu per la pesca coincideix amb una reducció important de les poblacions de Litoria spenceri al sud-est d'Austràlia. Com que les zones en què s'han introduït els peixos es corresponen amb les zones de declivi dels amfibis, no queda cap dubte sobre el paper que juguen les espècies introduïdes.
La introducció de la granota bramadora, una gran granota americana, a diversos llocs del món com ara Europa, les Antilles o Sud-amèrica, també representa una amenaça per la resta d'amfibis. La granota bramadora s'alimenta directament d'individus d'espècies més petites que ella i és un competidor eficaç per les altres.

### Sobreexplotació
Els amfibis són recollits dels seus hàbitats naturals i venuts internacionalment com a aliment, com a animals domèstics, o com a subministrament per mercats medicinals i biològics. En algunes espècies s'assumeix que aquesta recol·lecció és un factor contribuïdor al seu declivi. A França, la importació legal de granotes és essencialment per l'alimentació; en comparació, les importacions de granotes vivents per la cria o la ciència són negligibles. Com que algunes espècies estan protegides a causa del seu declivi en estat natural, la seva recol·lecció és molt sovint il·legal i crea tràfics lucratius.

#### Amfibis com a aliment

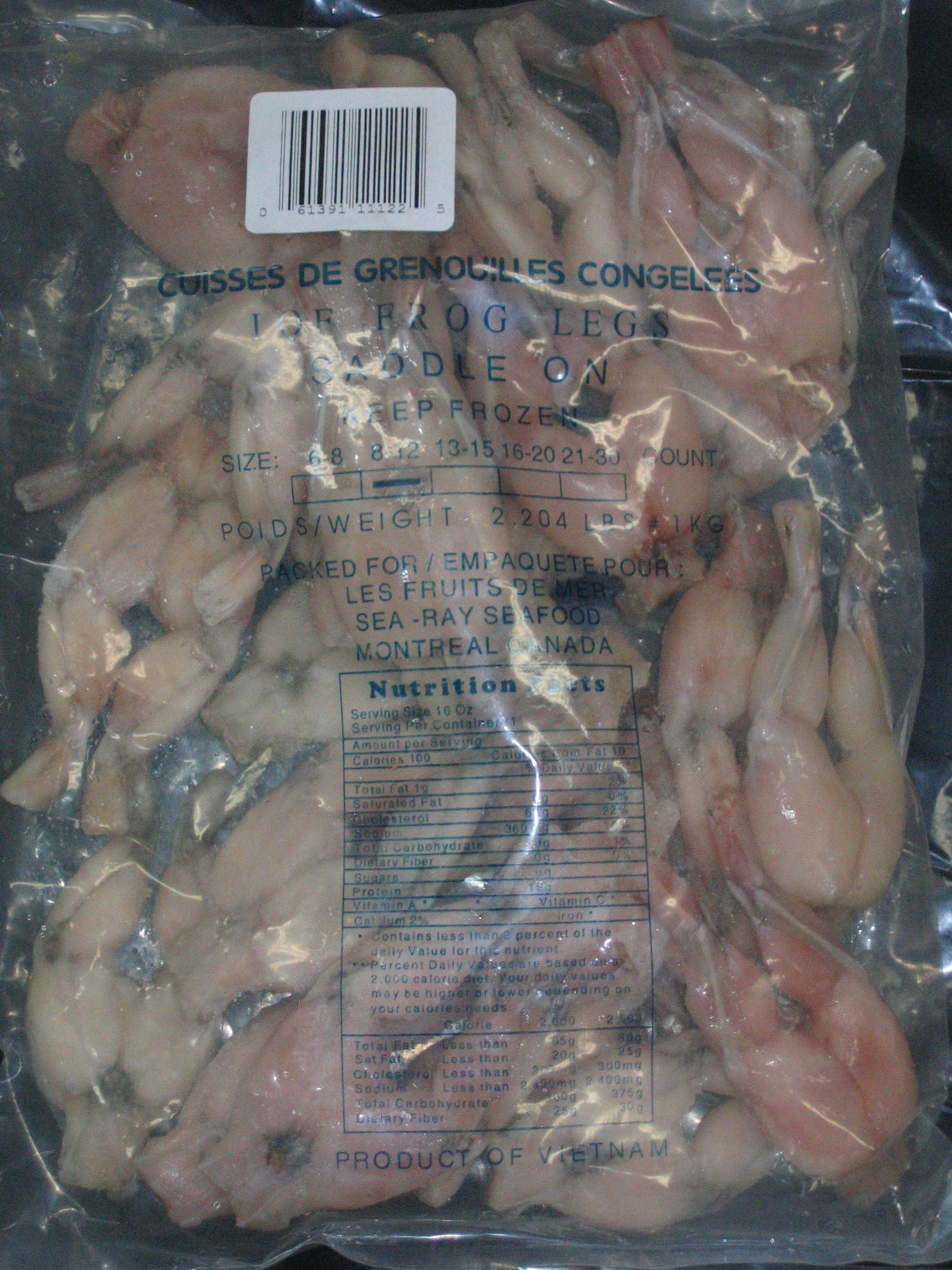
Una bossa d'anques de granota provinent del Vietnam.

Les granotes, i més concretament les seves anques són consumides pels humans, tot i que les granotes comestibles només són una cinquantena d'espècies. De fet, la majoria són tòxiques i algunes tenen efectes al·lucinògens. Les potes de granota són extremament populars a Europa, el Canadà i els Estats Units. A la dècada del 1990, Europa importà 6.000 tones de potes de granota. Entre el 1981 i el 1984, els Estats Units importaren més de tres milions de quilograms de potes de granota per any. Això equival aproximadament a 26 milions de granotes.
Àsia és el segon mercat més gran en consum de granotes a nivell mundial, on l'espècie més consumida és Hoplobatrachus rugulosus. En només un any, s'importaren més de 6 milions d'Hoplobatrachus rugulosus a Hong Kong des de Tailàndia. S'assumeix que totes aquestes granotes foren recollides dels seus medis naturals. Tenint en compte el nombre de granotes recol·lectades, si aquesta pràctica continua, les poblacions salvatges restants d'aquesta espècie podrien desaparèixer en poc temps. Segons les estadístiques duaneres franceses, de les 6.4000 tones d'anques importades el 2002, unes 3.300 provenien d'espècies salvatges d'Indonèsia.
Una altra espècie sobreexplotada per satisfer el mercat alimentari és Ranya draytonii, que habita als Estats Units, a l'oest de Califòrnia. Les Rana draytonii californianes, posades actualment sota protecció federal i designades com a espècie amenaçada, ja no són recol·lectades, però les seves poblacions romanen en perill a causa de la competència generada per altres espècies introduïdes. A més, la caça furtiva encara perdura, car les granotes vivents o salvatges es paguen més cares que les granotes criades. El 2005, quatre persones foren multades a França per pesca il·legal de granotes.

#### Amfibis com a mascotes

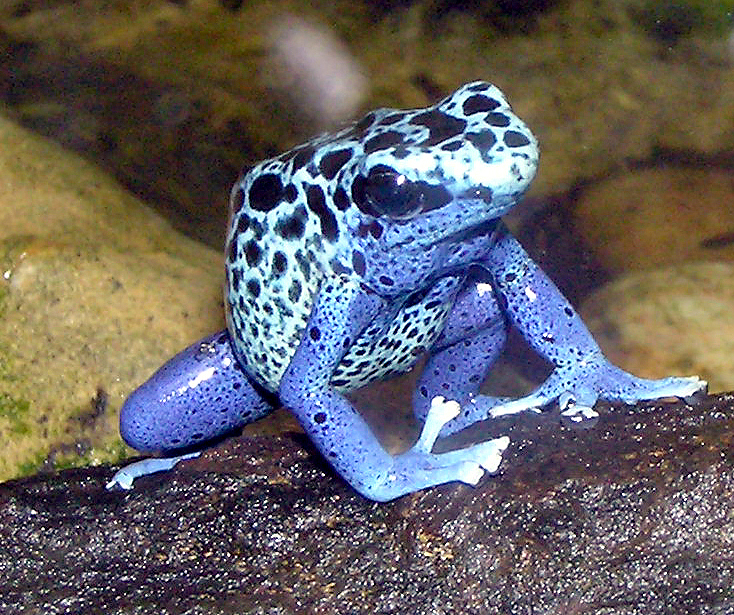
La granota verí de fletxa blava, Dendrobates azureus, és sobreexplotada per la seva venda en botigues de mascotes. Es troba en estat vulnerable segons la Llista Vermella de la UICN.

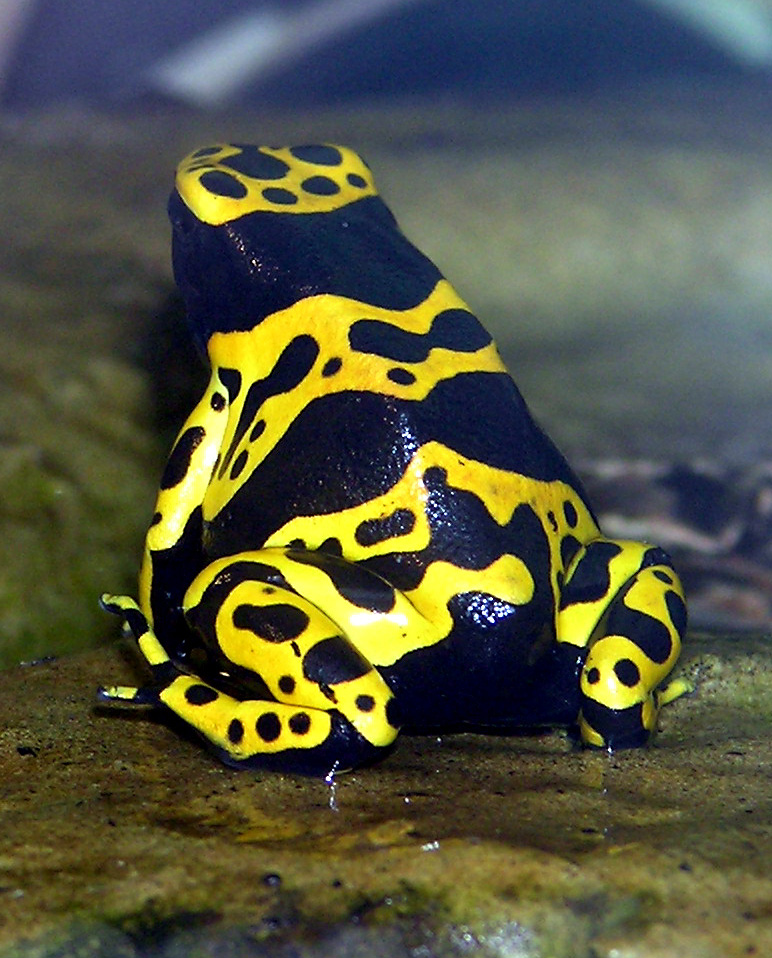
La granota de faixes grogues, Dendrobates leucomelas, és una de les espècies més populars de les botigues de mascotes, i comparteix el seu estat a la Llista Vermella de la UICN amb la seva cosina blava.

Els amfibis sempre han estat mascotes populars. Nens de totes les edats reuneixen capgrossos de basses i estanys propers per criar-los a casa i observar el procés metamòrfic pel qual es converteixen en granotes o gripaus. Tanmateix, la captura d'amfibis ha guanyat popularitat al llarg dels últims anys, i ja no només pels nens. Molts amfibis són venuts en botigues de mascotes, i la gent paga alts preus per granotes amb colors lluents i cridaners. El 2007 s'afegiren setze espècies a l'Annex I i noranta a l'Annex II del CITES. Una de les espècies no inscrites, Conraua goliath, que és la granota més gran del món i que només es troba en estat natural en alguns rius aïllats del Camerun i Guinea Equatorial (Àfrica occidental), es troba amenaçada per la sobreexplotació. Tanmateix, el principal perill relacionat amb els amfibis com a animals de companyia és la transmissió de malalties a les espècies autòctones si algun exemplar és alliberat.

#### Amfibis en l'educació i la investigació
La majoria d'escoles estatunidenques incorporen al seu currículum classes de dissecció d'amfibis en les assignatures d'estudi i introducció a la biologia. El baix cost i la disponibilitat de les granotes les transforma en candidates ideals per això. Les espècies utilitzades més sovint són la granota lleopard, Rana pipiens i Rana catesbeiana. A més de les granotes, els gossets del fang, Necturus maculosus són sovint utilitzats als laboratoris de les facultats de biologia. Així doncs, el 1976 es posà fi a les recol·leccions de Rana pipiens a Manitoba amb l'objectiu d'estudiar-les, car aquesta espècie gairebé havia desaparegut de la província, quan antigament havia acollit les poblacions més denses. A més de les granotes que es recullen de la natura, a la dècada del 1980 es començaren a criar granotes per satisfer la demanda dels Estats Units, però aviat es deslocalitzaren els centres de cria al Brasil i Taiwan per motius de rendibilitat.

#### Amfibis en la medicina
És difícil determinar si l'ús dels amfibis en la medicina està tenint un efecte advers sobre les poblacions naturals. D'altra banda, el recent interès despertat pel descobriment i l'estudi de la varietat de compostos produïts pels amfibis a causa de les seves propietats farmacològiques pot tenir efectes beneficiosos sobre la conservació.
Les cultures asiàtiques consideren extremament importants els amfibis pel seu ús medicinal. Es creu que moltes parts de certs amfibis tenen propietats curatives i afrodisíaques. Dos exemples comuns d'amfibis venuts per les companyies mèdiques i drogueries xineses són els oviductes dissecats de Rana chensinensis i la pell d'alguns gripaus.
Molts gripaus del gènere Bufo produeixen una toxina anomenada bufotenina que té propietats al·lucinògenes. Altres toxines, com la 5-MeO-DMT, són produïdes per Bufo alvarius. A causa d'això, els gripaus són recol·lectats per recollir-ne les toxines. L'extracció de les toxines no requereix matar els gripaus, però és segur que el procés de recol·lecció n'està afectant les poblacions negativament.

### Contaminants químics
Existeixen proves clares que hi ha agents contaminants químics que estan causant el desenvolupament de deformitats en les granotes (membres addicionals, ulls mal formats, etc.). Els agents contaminants tenen efectes variables sobre les granotes. Algunes n'alteren el sistema nerviós central; d'altres, com l'herbicida atrazina causen una disrupció en la producció i secreció d'hormones. Estudis experimentals han demostrat que l'exposició a certs herbicides com ara el Roundup de Monsanto Company o insecticides com el malation o el carbaril causa un gran increment en la mortalitat dels capgrossos. Estudis addicionals indiquen que en les etapes terrestres del seu cicle vital, els amfibis adults també són susceptibles al Roundup, especialment el POEA, que és un tensioactiu i no un pesticida.
Entre les dècades del 1950 i el 1970, les poblacions d'amfibis de la regió mediterrània, que ja havien estat delmades per la destrucció del seu hàbitat, quedaren molt afectades per l'ús excessiu d'insecticides. Després d'una fumigació amb insecticides als aiguamolls d'Aygade (municipi de Ieras), el 8 de març del 1958 es trobaren 5.000 reinetes meridionals. Les fumigacions a ciutats turístiques de la Costa Blava pràcticament han eliminat les poblacions locals de tritó palmat, tritó verd i salamandres.
A la plana hongaresa, el gripau comú esdevingué una espècie rara a la dècada del 1960, quan les seves poblacions sofriren un ús creixent d'herbicides.

Fórmula química desenvolupada del DDT.

A Anglaterra, entre el 1965 i el 1970, les poblacions de granotes es desplomaren als comtats d'Essex, Surrey i Kent, principalment a causa de la fumigació amb DDT d'estanys i fossats. En aquest mateix país, el declivi de la granota vermella també és atribuït a l'ús d'un herbicida.
Mentre que la majoria d'efectes dels pesticides són generalment locals i restringits a les zones properes a les regions agrícoles, existeixen proves obtingudes de les muntanyes de Sierra Nevada, a l'oest dels Estats Units, que els pesticides poden viatjar grans distàncies fins a zones verges, com ara el Parc Nacional de Yosemite a Califòrnia. Algunes proves assenyalen l'ozó com a possible factor contribuïdor al declivi mundial en les poblacions d'amfibis.
NitratsSegons una publicació del 1999, aproximadament un 20% de les basses dels estats i les províncies que toquen als Grans Llacs tenien uns nivells de nitrats superiors als que poden causar anomalies en el desenvolupament i altres efectes subletals en els amfibis, i un 3% tenien uns nivells de nitrats suficients per matar els amfibis. Les concentracions de nitrats que calen per matar el 50% dels capgrossos de determinades espècies d'amfibis (segons estudis duts a terme a Nord-amèrica) són d'entre 13 i 40 parts per milió (ppm). Les concentracions reduïdes (d'entre 2 i 5 ppm) causen efectes crònics en algunes espècies d'amfibis: impediments en la natació o malformacions durant el desenvolupament.
PesticidesEls pesticides s'estenen molt més enllà de les zones cultivades, arribant a zones verges de tota activitat humana, com es pogué observar al Parc Nacional de Yosemite i en nombroses anàlisis de pluges. A més de l'enverinament directe pels pesticides (concretament els insecticides, que sovint són un perill mortal per animals de sang freda altres que els insectes), aquests productes químics poden funcionar com a disruptors endocrins. Imiten les hormones naturals i poden produir subtils efectes subletals. Per exemples, algunes substàncies químiques imitant l'estrogen i eviten que els mascles joves es desenvolupin amb normalitat. Des de la dècada del 1990, se sap que l'atrazina, comercialitzada des del 1958, augmenta les malalties de tipus micòtic i víric en els amfibis. Provoca un efecte immunosupressor del 20% en certes larves de salamandra quan és combinada amb un fertilitzant com ara el nitrat de sodi.
AcidificacióEls contaminants àcids són comuns al medi ambient, i sobretot a les aigües. Les pluges àcides (o nevades àcides, al nord) sovint no amenacen directament els amfibis, que són capaços de sobreviure en aigües mitjanament àcides (pH 4), però sí que maten els insectes que són les seves preses i podrien afavorir determinades patologies. A més, afavoreixen la circulació i la bioassimilació de metalls pesants, que altrament romandrien segrestats al sòl o en complexos argil·lohúmics.
Altres estudis han demostrat que una exposició a la contaminació per l'ozó troposfèric també podria ser un factor contribuïdor al declivi global dels amfibis.
Els efectes de la contaminació química poden ser diferits; per exemple, la mort dels adults pot tenir lloc a la temporada de reproducció a causa de la mobilització de toxines liposolubles emmagatzemades l'estiu anterior amb la consumició d'aliments contaminats.

### Malalties

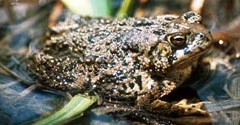
El gripau de Wyoming, Bufo baxteri, relativament comú el 1950, patí un marcat declivi durant els anys 70 i es cregué que s'havia extingit el 1980. Fou redescobert el 1987 a la riba del llac Mortenson. La UICN el llista com a extingit en el seu hàbitat natural.

Moltes malalties són considerades factors responsables del declivi de les poblacions d'amfibis o com a mínim de morts massives d'individus, com ara la malaltia de les "potes vermelles" (provocada pel bacteri Aeromonas hydrophila), la necrosi hematopoètica epizoòtica (grup dels iridovírids) provocada pels Ranavirus, així com altres malalties mal conegudes com ara la causada per Anuraperkinsus i la quitridiomicosi als Estats Units.
Encara no és clar per quin motiu aquestes malalties començaren a afectar de sobte les poblacions d'amfibis, però existeixen algunes proves que suggereixen que aquestes malalties han estat disseminades per humans, o que poden esdevenir més virulentes quan se les combina amb altres factors ambientals. El canvi de localització d'exemplars d'amfibis o de peixos, fins i tot per conservar-los, és perillós, de manera que cal prendre mesures profilàctiques per evitar que es difonguin aquestes malalties.
Trematodes
Hi ha nombroses proves de la contribució en el desenvolupament d'anormalitats i declivis en poblacions d'amfibis per part dels paràsits anomenats trematodes. Els trematodes del gènere Ribeiroia tenen un complex cicle vital, amb tres espècies hoste. El primer hoste inclou una sèrie d'espècies de cargols aquàtics. En la seva etapa larvària inicial, els trematodes són transmesos als capgrossos, on s'enquisten les metacercàries, generant brots als membres. Això provoca el desenvolupament d'anormalitats en granotes post-metamòrfiques, incloent-hi un nombre de membres diferent al normal. Aquestes anormalitats o malformacions fan que les granotes siguin més vulnerables als ocells aquàtics que s'alimenten d'elles, que són l'hoste final del trematode.
Quitridiomicosi

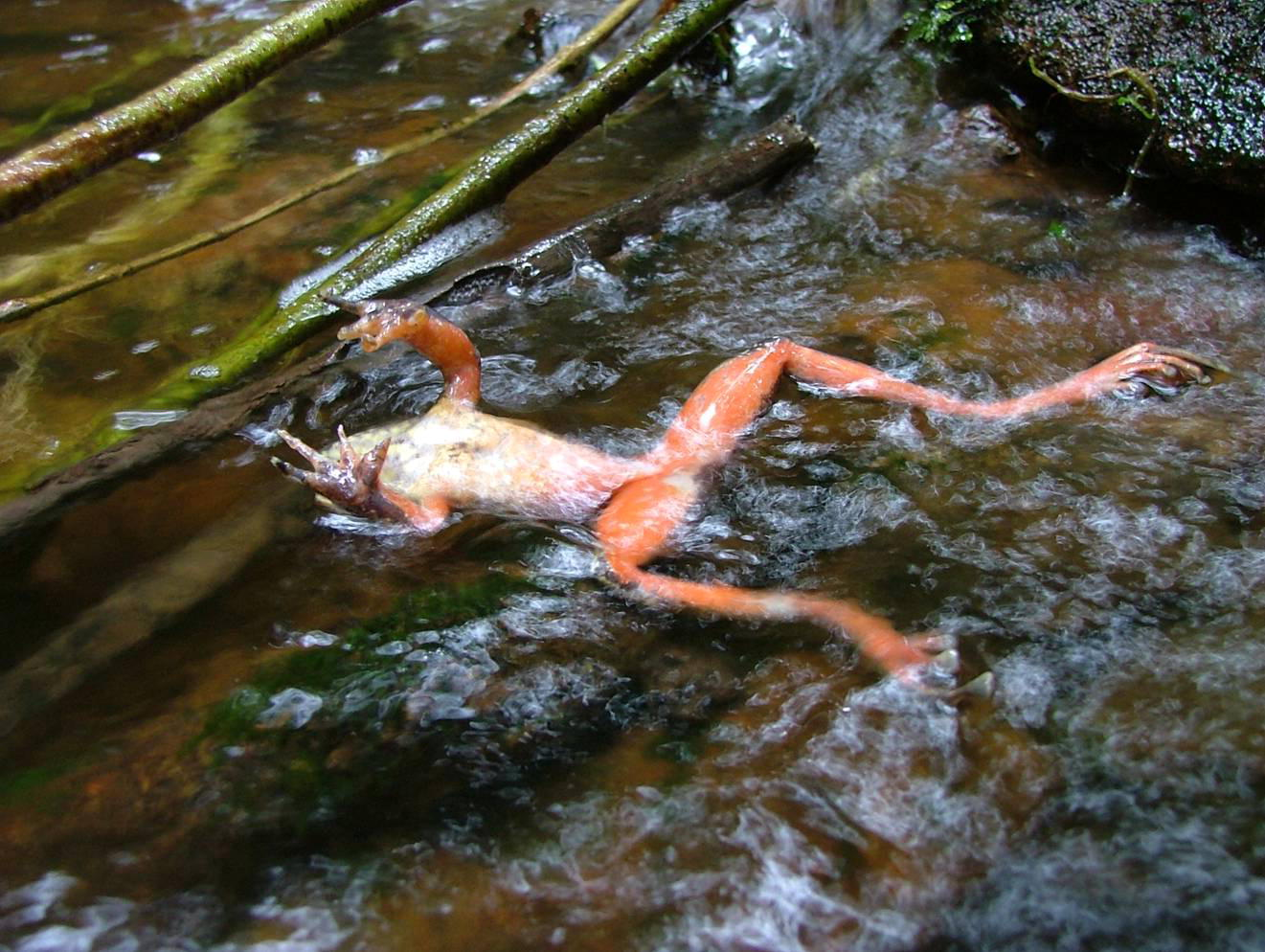
Granota morta de quitridiomicosi.

El 1998, després de la mort de granotes a gran escala, equips d'investigació d'Austràlia i Amèrica Central arribaren a conclusions idèntiques: el causant era una espècie de fong patogen que no havia estat descrit fins aleshores, Batrachochytrium dendrobatidis. Actualment se sap que moltes de les extincions d'amfibis a Austràlia i les Amèriques estan relacionades amb aquest fong, que pertany a una família de detritívors coneguda com a quítrids, els membres de la qual no són generalment patògens.
Aquesta malaltia causada per Batrachochytrium dendrobatidis rep el nom de quitridiomicosi. Les granotes infectades amb aquesta malaltia generalment presenten lesions a la pell i hiperceratosi, i es creu que causa la mort perquè el fong fa que a poc a poc esdevingui impossible pels amfibis respirar a través de la pell. En proves experimentals, s'ha estimat en una o dues setmanes el temps entre la infecció i la mort.
Investigacions posteriors han determinat que el fong ha estat present a Austràlia com a mínim des del 1978, i a Nord-amèrica com a mínim des del 1970. El primer cas conegut de la infecció quitrídica en granotes fou en la granota africana Xenopus laevis. Com que els Xenopus són venuts en botigues de mascotes i utilitzats en laboratoris d'arreu del món, és possible que el fong quítrid hagués estat importat d'Àfrica a les Amèriques i a Austràlia. El 2006, aquest fong afectava el 22% de les espècies d'Austràlia.
A Espanya, aquesta malaltia ha produït morts massives al Parc de Peñalara (Madrid des del 1997), Alt de la Cobertoria; els Picos de Europa, el Circo del Nevero durant el 2004, Rascafría (Madrid) el 2005) i a Ibón de Acherito i Ibón de Piedrahita a l'Aragó el 2004 i 2005 respectivament.
El 2010 es publicà un estudi sobre poblacions d'anurs de Califòrnia (EUA) que són capaces de sobreviure a la infecció quitridiomicòtica i desenvolupar-hi resistència immunitària.
Aeromonas hydrophila
El patogen bacterià Aeromonas hydrophila es troba a les aigües dolces o poc salades del planeta. Aquest bacteri és més abundant durant la temporada càlida però és capaç de multiplicar-se des del moment en què les temperatures superen els 5 °C. En els amfibis, aquest patogen provoca una flaccidesa dels músculs, hemorràgies, úlceres cutànies i en alguns casos una septicèmia fulminant. Aeromonas hydrophila no afecta únicament les granotes, sinó també els peixos, tortuges, mamífers, etc.
Existeixen desenes de soques d'aquest bacteri, de les quals A. h. hydrophila i A. h. ranae són mortals pels amfibis. Diversos estudis han mostrat el potencial dels efectes interactius o sinergètics entre els pesticides i Aeromonas hydrophila sobre la reducció de les poblacions. Una de les soques fou detectada per primer cop en Rana muscosa al Parc Nacional de Kings Canyon, Califòrnia (EUA), i es creu que és el responsible de les morts massives de Rana muscosa del 1979, així com de les morts de gripaus Bufo boreas)
Necrosi hematopoètica epizoòtica
La necrosi hematopoètica epizoòtica és una infecció vírica causada per un iridovírid (virus ADN) que afecta els amfibis i els peixos. Es creu que alguns dels iridovírids són responsables o corresponsables de taxes de mortalitat extremament elevades i localitzades d'amfibis, com per exemple el que afectà una espècie de salamandres entre el 1995 i el 1996, posant-la en perill d'extinció. El 1997 i el 1998, els virus d'aquesta família provocaren la mort de les salamandres tigrades i les granotes de bosc de Saskatchewan, i de les salamandres tigrades de Manitoba.

### Canvi climàtic

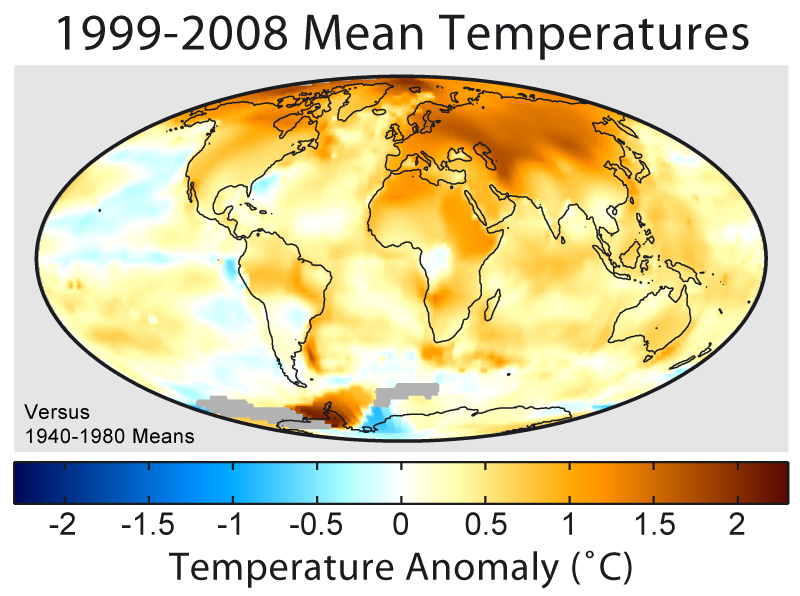
Anomalia en la temperatura mitjana en el període 1995 - 2004.

Una gran quantitat d'ecosistemes estan sent destruïts a un ritme altíssim, reduint la disponibilitat d'hàbitats. Els agents contaminants afecten directament les granotes i altres amfibis per la disminució de la capa d'ozó, fent que la radiació solar danyi la seva delicada i humida pell, i afectant el seu sistema immunitari. La permeabilitat de la pell dels amfibis, el seu cicle de vida bifàsic i els seus ous mancats de closca protectora fan que els amfibis siguin extremament vulnerables a petits canvis en la temperatura i els nivells d'humitat.
Els mecanismes inherents a les hipòtesis de canvi climàtic presenten una major dificultat i complexitat per la seva comprensió. El canvi global pot afectar una regió directament o desencadenar una sèrie d'esdeveniments que tinguin efecte en una regió allunyada del focus de canvi. Les hipòtesis de canvi global són intrínsecament complexes, afectant individus i poblacions directament o indirecta, i poden trigar anys o dècades en manifestar-se.
Alguns dels efectes de l'escalfament global són la cria o reproducció prematura per part d'algunes espècies d'amfibis de climes temperats, que deixa aquestes espècies vulnerables als efectes climàtics que tenen lloc en estacions en què aquestes espècies haurien d'estar hibernant.
Una sèrie d'estudis als tròpics han trobat una relació causal entre les irregularitats climàtiques i els declivis poblacionals. Al Brasil s'ha observat l'extinció de cinc espècies de gripaus a causa d'una sèrie de glaçades. També al Brasil, s'han detectat declivis en poblacions d'amfibis relacionats amb hiverns més secs. A Puerto Rico, s'ha relacionat el dramàtic declivi en la població d'Eleutherodactylus coqui, amb un nombre creixent de períodes secs llargs (amb precipitacions de menys de 3 mm). També és el cas de l'extinció de Bufo periglenes i del declivi d'altres espècies de granotes de la zona de Monteverde, que ha estat associat a una freqüència irregular de l'índex d'humitat de la boirina dels boscos tropicals de Monteverde.
Altres estudis han revelat que en dies extremament secs es redueix la profunditat de les basses en què algunes espècies d'amfibis ponen els ous. La disminució de la profunditat augmenta l'exposició dels embrions dels amfibis a una major dosi de radiació UV-B, incrementant-ne la susceptibilitat a malalties infeccioses com ara la provocada per Saprolegnia ferax, que causa la mort dels ous. El seu patrimoni gènic queda alterat i el seu sistema immunitari deprimit. En alguns casos en què el nivell de l'aigua és massa baix, la mortalitat dels embrions arriba al 100%. La degradació de la resposta immunitària entre els amfibis també causa una major sensibilitat als atacs de paràsits com ara el cuc nematode Ribeiroia ondatrae, de fongs (com ara Batrachochytrium dendrobatidis, identificat el 1998 i que provoca lesions cutànies) o de virus del tipus Ranavirus.

### Radiació UV-B
Els nivells de radiació UV-B de l'atmosfera han augmentat significativament al llarg de les últimes dècades. Els investigadors han trobat que la radiació UV-B pot matar els amfibis directament, causar-los efectes secundaris (com ara un ritme retardat de creixement o una disfunció immunitària) o actuar en conjunt amb els contaminants, els patògens i el canvi climàtic, potenciant el declivi dels animals.
Existeixen tres tipus de radiació ultraviolada: UV-A (315-400 nm), UV-B (280-315 nm) i UV-C (200-280 nm). La majoria de biomolècules no absorbeixen les longituds d'ona corresponents a la radiació UV-A i la majoria de la radiació UV-C és absorbida per l'ozó estratosfèric; tanmateix, la radiació UV-B és especialment perjudicial per als éssers vius.

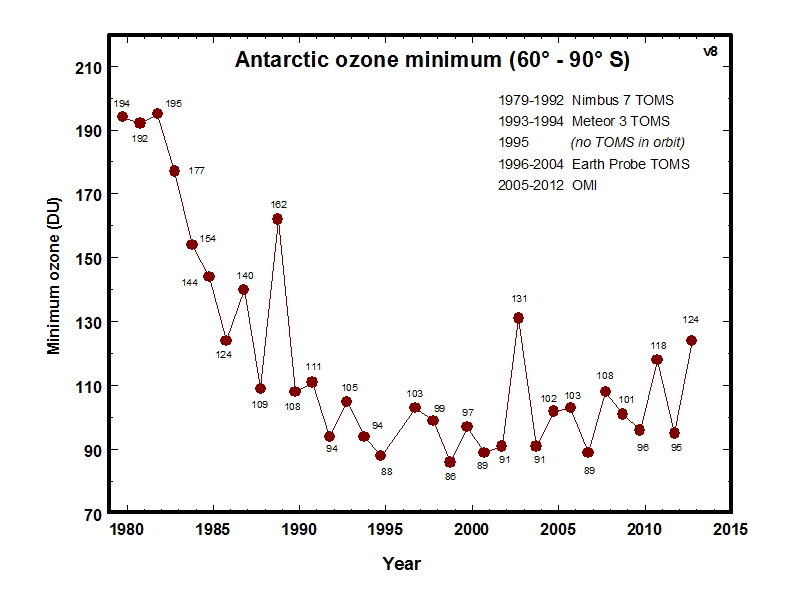
El punt més baix dels nivells anuals d'ozó registrats per l'Espectròmetre de Mapatge d'Ozó Totalm al forat a la capa d'ozó sobre l'àrea antàrtica.

S'ha detectat un notable augment de la radiació UV-B deguda al canvi climàtic i la reducció de l'ozó estratosfèric. Els amfibis són especialment vulnerables a la radiació UV-B, car els seus ous manquen de closca o carcassa, i la pell, tant la dels exemplars adults com la dels capgrossos, és prima i delicada. És altament probable que els augments en la radiació UV-B hagin contribuït significativament al declivi dels amfibis.
Investigacions en més de deu espècies d'amfibis han descobert un enzim encarregat de les reparacions de danys a l'ADN causats per la radiació UV. Experiments de laboratori en ous de la salamandra Ambystoma gracile mostren proves clares que els ous són vulnerables a la radiació UV-B. És probable que les espècies d'amfibis amb una major activitat enzimàtica (més fotoliases) puguin reparar el dany causat en l'ADN per la radiació UV més eficientment que altres espècies amb una menor activitat enzimàtica d'aquest tipus.

### Deformitats i malformacions
Hi ha hagut un augment recent i una presència extensa de deformitats (o malformacions) en les poblacions naturals d'amfibis, i aquest fet ha estat classificat recentment com un problema ambiental rellevant.
A l'estiu del 1995, l'informe d'un professor d'escola de Le Sueur (Minnesota) sobre unes estranyes deformitats en les granotes lleopard conduí a una investigació de l'Agència de Control de la Contaminació de Minnesota, que descobrí que entre el 30% i el 40% de les granotes de la zona presentaven malformacions. Posteriorment, els biòlegs descobriren que les deformitats no només apareixien a Minnesota, sinó que estaven arribant informes de deformitats en massa d'arreu del món (fins a un 80% d'incidència a les regions més afectades.
Hi ha hagut grans debats sobre què és el que està causant les deformitats en els amfibis als seus ambients naturals, i s'ha demostrat que és difícil de determinar. És molt fàcil induir deformitats en embrions criats en laboratoris, però aquestes deformitats no sempre concorden amb les observades a l'hàbitat dels amfibis en qüestió. També és difícil determinar si l'índex de deformitats en les poblacions ha augmentat al llarg dels últims anys, o si l'increment dels informes es deu a una major atenció per part dels mitjans.
Malgrat aquesta incertesa, una cosa és bastant clara: les deformitats, així com el declivi dels amfibis en general, són probablement el resultat de múltiples causes, totes relacionades amb els danys produïts per les activitats humanes al medi ambient. La hipòtesi original postula que l'increment de deformitats en els amfibis és a causa de l'augment en els nivells de radiació ultraviolada, els contaminants químics i les infeccions parasitàries.

## Estratègies de conservació

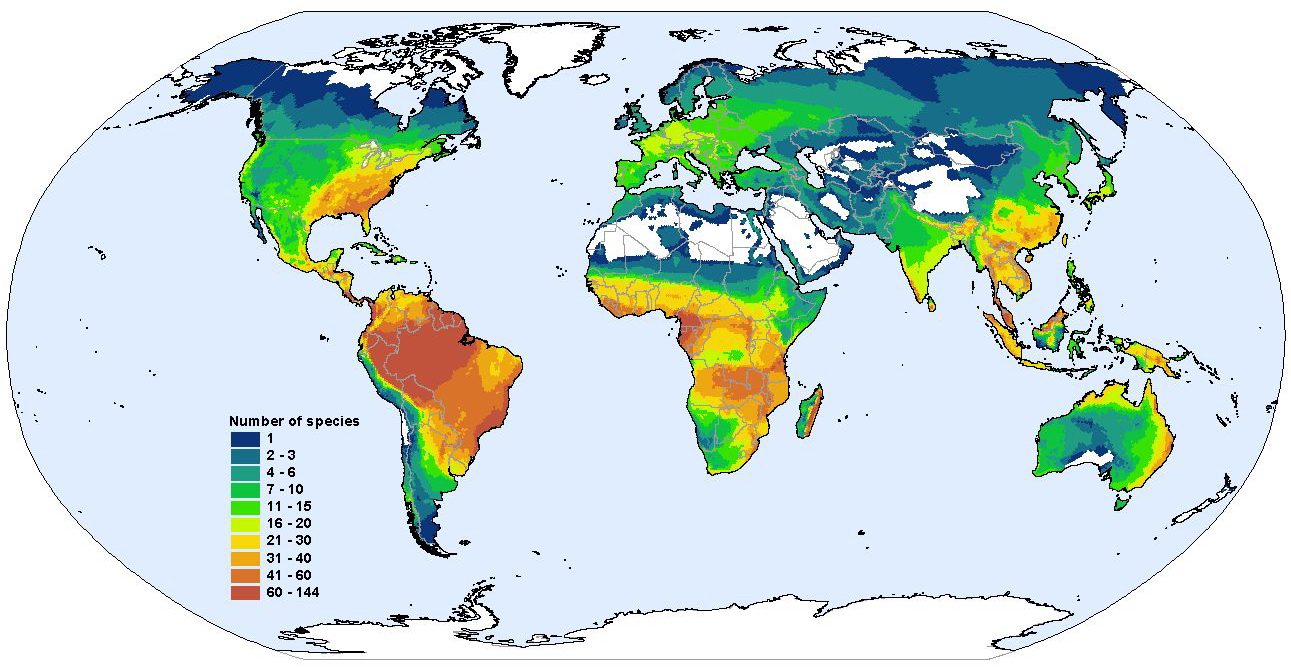
Distribució global de les espècies d'amfibis.

El Global Amphibian Assessment ha creat un pla d'acció per la conservació dels amfibis. El pla de conservació es resumeix en quatre punts que cal dur a terme immediatament:
- Millorar la comprensió de les causes dels declivis i les extincions
- Documentar la diversitat dels amfibis i com està canviant
- Desenvolupar i implementar programes de conservació a llarg termini
- Resposta d'emergència a les crisis immediates

Aquestes són algunes de les maneres d'invertir, reduir o prevenir els declivis en les poblacions d'amfibis:
- Protecció de l'hàbitat: La pèrdua i degradació d'hàbitats està afectant el 90% de les espècies d'amfibis amenaçades. La majoria d'elles necessiten que es conservi el seu hàbitat per assegurar-ne la supervivència. Així doncs, protegir els hàbitats clau dels amfibis amenaçats és la prioritat més urgent per a la supervivència de moltes espècies. Es poden prendre diverses mesures, com per exemple:
  - Responsabilitzar els agricultors, amb el pagament d'incentius per mantenir les zones humides i deixar d'utilitzar pesticides i herbicides.[88] També es pot suprimir les construccions humanes, com ara les plantacions d'arbres al llarg de zones humides, i dur a terme una restauració de les riberes.[88]
  - Preparar passos segurs pels amfibis, tancar les carreteres o posar-hi barreres durant els períodes de migració.[89]
- Cria en captivitat: Els programes de cria en captivitat d'espècies amenaçades s'estan duent a terme en zoològics. Les espècies criades podran ser utilitzades en posteriors reintroduccions al seu medi ambient natural, tot i que des de fa alguns anys hi ha un problema important de reproductibilitat als criadors, i no se sap per què.[28]
- Reintroducció: Hi ha programes de reintroducció d'espècies d'amfibis que han de ser posades de nou al seu hàbitat natural, amb l'esperança que se'n puguin establir noves poblacions. L'objectiu de la reintroducció és restablir poblacions protegides i viables d'amfibis al seu medi ambient natural. Tanmateix, és poc probable que la reducció de l'amenaça contra els amfibis per si sola permeti la recuperació de les seves poblacions.
- Retirada d'espècies no nadiues: La retirada d'espècies introduïdes s'està duent a terme en llocs on aquestes amenacen les espècies nadiues, aconseguint així el manteniment i la gradual recuperació de les poblacions d'amfibis de la zona.
- Supervisió de les poblacions: El declivi ha estat tan ràpid per algunes poblacions, com en el cas de la granota lleopard a Alberta, que pràcticament ha desaparegut en només un any,[90] que és vital poder prendre mesures amb efecte immediat.

### Projecte Amphibian Ark
El Global Amphibian Assessment, una organització sorgida de la UICN, intentà dur a terme una avaluació de les causes del declivi a principis de la dècada del 2000. El resultat fou un estudi que avaluava tres zones protegides on s'havia produït la desaparició "enigmàtica" d'amfibis: el Parc Nacional de Yosemite, la Reserva de Monteverda i el Parc Nacional d'Eungella. El seguiren altres estudis que arribaren a conclusions similars, un declivi ràpid i important.
El 16 de febrer del 2007, científics d'arreu del món es reuniren a Atlanta (Estats Units) per fundar un grup anomenat Amphibian Ark (Arca dels amfibis), amb l'objectiu de salvar més de 6.000 espècies d'amfibis de l'extinció provocada pel fong causant de la quitridiomicosi. Aquest organisme és una associació entre l'Associació Mundial de Zoos i Aquaris, membre de la UICN, i diverses seccions per la conservació de les espècies de la Unió Internacional per a la Conservació de la Natura (UICN), com ara la dels amfibis. L'objectiu de l'Ark és ajudar els seus socis per una conservació ex-situ i protegir els hàbitats naturals. Una altra de les seves funcions és identificar els tàxons realment amenaçats, car hi ha una incertesa sobre el grau d'amenaça pesant sobre aproximadament el 23% de les espècies. Finalment, l'Ark organitza campanyes de premsa a destinació dels poders públics i de la població per tal de fer prendre consciència de l'extinció massiva que amenaça els amfibis, com ara la campanya Year of the Frog (Any de la Granota) llançada el 2008.

## Estat actual de les poblacions d'amfibis

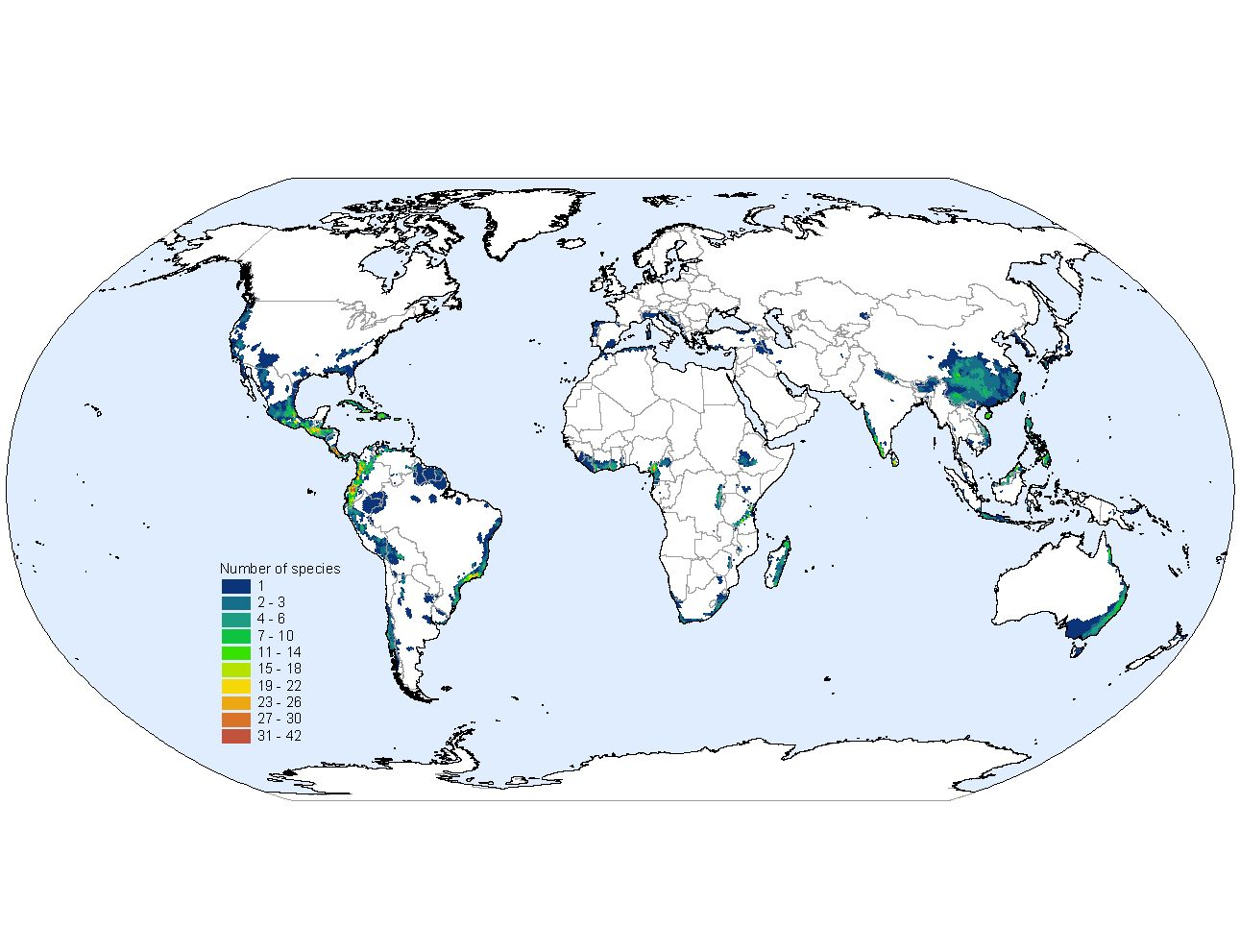
Distribució global d'espècies d'amfibis en perill.

Amb les dades recollides pel Global Amphibian Assessment fins principis de l'any 2006, s'estima que:
- Aproximadament un terç (32%) de les espècies d'amfibis es troben en perill d'extinció, cosa que representa unes 1.896 espècies. En comparació, "només" el 12% de totes les espècies d'aus i un 23% de les espècies de mamífers estan amenaçades.

- Més de 165 espècies d'amfibis recents podrien estar extintes. Se sap que com a mínim unes 34 s'han extingit, una es troba extinta al seu medi natural, i que com a mínim 130 espècies més no han estat observades en els últims anys i possiblement s'hagin extingit.

- Com a mínim un 43% de totes les espècies d'amfibis presenten un continu declivi en les seves poblacions, indicant que el nombre d'espècies amenaçades probablement augmenti en el futur. En canvi, menys d'un 1% de les espècies presenten augments en les poblacions.

- El major nombre d'espècies amenaçades es troba als països d'Amèrica Llatina, com ara Colòmbia (209), Mèxic (198) i l'Equador (163). Tanmateix, els percentatges més alts d'espècies amenaçades es troben al Carib, on més del 80% dels amfibis es troben en perill d'extinció a la República Dominicana, Cuba i Jamaica, amb un màxim del 92% a Haití.

- Tot i que la pèrdua d'hàbitat és clarament la més gran amenaça pels amfibis, una malaltia recentment detectada, i causada per la fumigació, està afectant greument un nombre creixent d'espècies. Un fet potser encara més preocupant és que moltes espècies estan en declivi per raons desconegudes, cosa que complica els esforços per dissenyar i implementar estratègies eficients per la seva conservació.

- Les famílies més afectades són els reobatràquids (petites granotes australianes), els leptodactílids (granotes tropicals americanes), els bufònids i els ambistòmids (salamandres nord-americanes).